# 塔朗萨克
塔朗萨克（法語：Talensac，法語發音：[talɑ̃sak]）是法国伊勒-维莱讷省的一个市镇，位于该省中西部，属于雷恩区。

## 地理
塔朗萨克（48°6'32"N, 1°55'34"W）面积21.52 平方千米，位于法国布列塔尼大區伊勒-维莱讷省，该省份为法国西北部沿海省份，位于布列塔尼半岛东部，北濒大西洋，西接阿摩尔滨海省和莫尔比昂省，南至大西洋卢瓦尔省，西南端接曼恩-卢瓦尔省，东临马耶讷省，东北与芒什省接壤。
与塔朗萨克接壤的市镇（或旧市镇、城区）包括：布勒泰伊、默河畔蒙福尔、桑特雷、伊方迪克、蒙泰尔菲勒、莫尔代勒、勒韦尔热。

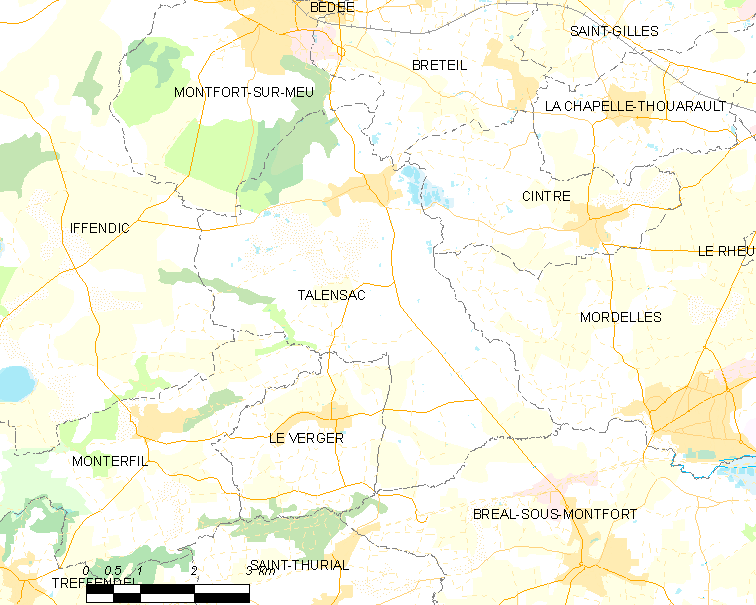
塔朗萨克的OSM定位图

塔朗萨克的时区为UTC+01:00、UTC+02:00（夏令时）。

## 行政
塔朗萨克的邮政编码为35160，INSEE市镇编码为35331。

## 政治
塔朗萨克所属的省级选区为默河畔蒙福尔县。

## 人口

1962-2008年间塔朗萨克人口变化图示

塔朗萨克于2022年1月1日时的人口数量为2530人。